# Fatema Akbari
 (septembre 2024).
Fatema Akbari (en persan : فاطمه اکبری ; née en 1974 dans le velayat de Deykandi) est une entrepreneure afghane et défenseure des droits des femmes, fondatrice de la société Gulistan Sadaqat et de l'organisation non gouvernementale Women Affairs Council. En 2011, elle a reçu le prix 10 000 femmes entrepreneurs,.

## Carrière
Fatema Akbari a été poussée vers la menuiserie par nécessité pour subvenir aux besoins de ses enfants après la mort de son mari en 1999, travaillant à l'origine sur des chantiers de construction en Iran, où sa famille a fui lorsque les talibans ont pris le contrôle de l'Afghanistan. En 2003, elle est retournée dans son pays natal et a démarré une entreprise de fabrication de meubles en créant la société Gulistan Sadaqat à Kaboul avec une école de menuiserie. Elle a tenté de fournir une base de main-d'œuvre comme moyen de gagner des revenus aux épouses d'hommes tués ou handicapés pendant le conflit en Afghanistan. En 2009, elle s'est inscrite au programme 10 000 Women, parrainé par Goldman Sachs à l'université américaine d'Afghanistan (en), un programme visant à former les femmes des pays en développement aux affaires et à la gestion.
En élargissant ses opérations et ses cours d'alphabétisation pour femmes, Akbari a pu travailler dans les zones contrôlées par les talibans grâce à des négociations avec les dirigeants locaux et a déclaré : « Ce serait bien que les talibans s'impliquent dans le pays, pour voir qu'il n'y a rien de mal à cela. les femmes quittent la maison ».
En 2004, Fatema Akbari a fondé l'ONG afghane Women Affairs Council pour former les femmes à l'artisanat en plus d'éduquer les deux sexes sur les droits humains. Entre l'ONG et sa propre entreprise, on estime qu'en 2011, elle avait formé 5 610 personnes à travers l'Afghanistan.

## Prix des10 000 femmes entrepreneuriales
Le 12 avril 2011, Akbari a reçu le prix des 10 000 femmes entrepreneuriales lors des Global Leadership Awards (en). Lors de sa présentation, Vital Voices l'a félicitée

« pour son travail en faveur de l'autonomisation d'autres femmes afghanes - grâce à la formation et à l'emploi fournis par son entreprise de menuiserie, et grâce à l'alphabétisation et à la formation professionnelle dispensée par son organisation non gouvernementale (ONG) aux femmes des zones contrôlées par les talibans »

## Travaux ultérieurs
Les 30 et 31 mars 2011, Akbari était membre d'un panel lors d'une conférence de deux jours à Dallas, au Texas, convoquée par l'ancien président des États-Unis George W. Bush et le président afghan Hamid Karzai intitulée « Construire l'avenir de l'Afghanistan : promouvoir la liberté des femmes et faire progresser leurs opportunités économiques ».